# Onthophagus pooensis
Onthophagus pooensis é uma espécie de inseto do género Onthophagus, família Scarabaeidae, ordem Coleoptera.
Foi descrita cientificamente por Cambefort & Nicolas em 1991.